# Clavipanurgus eurystylus
Clavipanurgus eurystylus är en biart som beskrevs av Patiny 2002. Clavipanurgus eurystylus ingår i släktet Clavipanurgus och familjen grävbin. Inga underarter finns listade i Catalogue of Life.